# Наджем, Адам
А́дам Ахма́д На́джем (19 января 1995, Уэйн, Нью-Джерси, США) — американский и афганский футболист, играющий на позиции полузащитника. С 2018 года выступает за национальную сборную Афганистана. Его родной брат Дэвид также является профессиональным футболистом.

## Карьера
Футбольное образование получил в США. Играл за юношескую и молодёжную команду клуба «Нью-Йорк Ред Буллз». В 2013—2016 годах выступал за команду Акронского университета — «Акрон Зипс». В 2016 году также выступал за команду «Мичиган Бакс» в Премьер-лиге развития.
8 февраля 2017 года клуб MLS «Филадельфия Юнион» подписал контракт с Наджемом, после того как выменял права на него в лиге у «Нью-Йорк Ред Буллз» на пик второго раунда Супердрафта MLS 2018. Его профессиональный дебют состоялся в составе фарм-клуба «Бетлехем Стил», выступающего в USL, 1 апреля 2017 года в матче против «Рочестер Райнос», завершившемся поражением со счётом 2:3, в котором он вышел в стартовом составе. Дебютировал за «Филадельфию Юнион» в MLS 14 апреля 2017 года в матче против «Нью-Йорк Сити», выйдя на замену на 71-й минуте вместо Роланда Алберга. 16 июня 2017 года в матче «Бетлехем Стил» против «Нью-Йорк Ред Буллз II», закончившемся со счётом 2:0, забил свой первый гол в профессиональной карьере, а также отдал результативную передачу. По окончании сезона 2018 «Филадельфия Юнион» не продлила контракт с Наджемом.
5 февраля 2019 года Наджем присоединился к новообразованному клубу Чемпионшипа ЮСЛ «Мемфис 901». 9 марта 2019 года участвовал в дебютном матче нового клуба, соперником в котором был «Тампа-Бэй Раудис». 29 марта 2019 года в матче против «Нью-Йорк Ред Буллз II» забил свой первый гол за «Мемфис».
22 января 2020 года Наджем подписал с клубом Первой лиги Польши «Вигры Сувалки» шестимесячный контракт с опцией продления. За «Вигры» дебютировал 1 марта 2020 года в первом матче второго круга чемпионата против «Подбескидзе». 17 апреля 2020 года Наджем расторг контракт с «Виграми» по взаимному согласию сторон.
5 августа 2020 года Наджем вернулся играть в США, подписав контракт с клубом Чемпионшипа ЮСЛ «Тампа-Бэй Раудис» на оставшуюся часть сезона 2020. Дебютировал за «Раудис» 16 августа в матче против «Майами».
9 августа 2021 года Наджем подписал контракт с клубом Канадской премьер-лиги «Эдмонтон» на оставшуюся часть сезона 2021. За «Эдмонтон» дебютировал 12 августа в матче против «Валора». 12 октября в матче против «Атлетико Оттава» забил свой первый гол за «Эдмонтон».
19 мая 2022 года Наджем подписал 25-дневный контракт с клубом Чемпионшипа ЮСЛ «Нью-Йорк Ред Буллз II». Дебютировал за «Ред Буллз II» 21 мая в матче против «Инди Илевен», выйдя на замену после перерыва между таймами.
В августе 2015 года Наджем принимал участие в тренировочном лагере сборной США до 23 лет для футболистов-студентов.
За сборную Афганистана Наджем дебютировал 19 августа 2018 года в матче со сборной Палестины.